# 屈峰山站
屈峰山站（：／ Gulbongsan yeok */?）是京春線沿線的一座高架車站，位於韓國江原道春川市南山面白楊里，韓語副站名是「翡翠花園」（제이드가든 수목원）。2010年京春線鐵路複線電氣化工程完工後，車站遷移至白楊里一帶，並改以鄰近的屈峰山命名，無窮花號列車則不再停靠。

## 車站結構
站體為2面2線側式月台的高架車站，候車月台設有月台幕門。

### 月台配置
| ↑ 加平   |
| \| ３    |
| 白楊里 ↓ |

| 月台 | 路線              | 目的地                 |
| ---- | ----------------- | ---------------------- |
| 2    | ●首都圈電鐵京春線 | 白楊里、春川方向       |
| 3    | ●首都圈電鐵京春線 | 加平、上鳳、清涼里方向 |

## 歷史
- 1939年7月25日：京春線西川站（서천역）落成使用。
- 1955年7月1日：站名更改为京江站（경강역）。
- 1963年6月13日：降級為簡易配置站。
- 1980年7月15日：升格為普通站。
- 2004年9月1日：停止貨物運輸。
- 2010年12月21日：京春线鐵路複線電氣化工程完工，車站遷移至距離起點54.7公里處並改名為屈峰山站（굴봉산역），首都圈電鐵京春線開始運行。

## 車站周邊
- 屈峰山（朝鲜语：굴봉산）

## 圖片

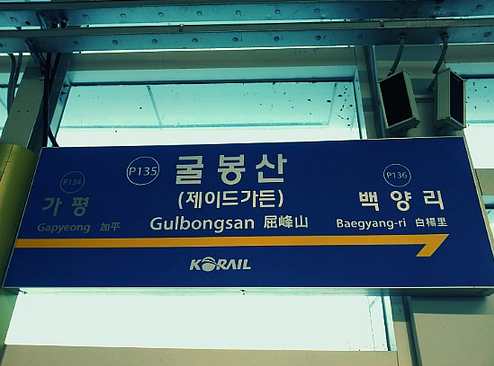
站名牌
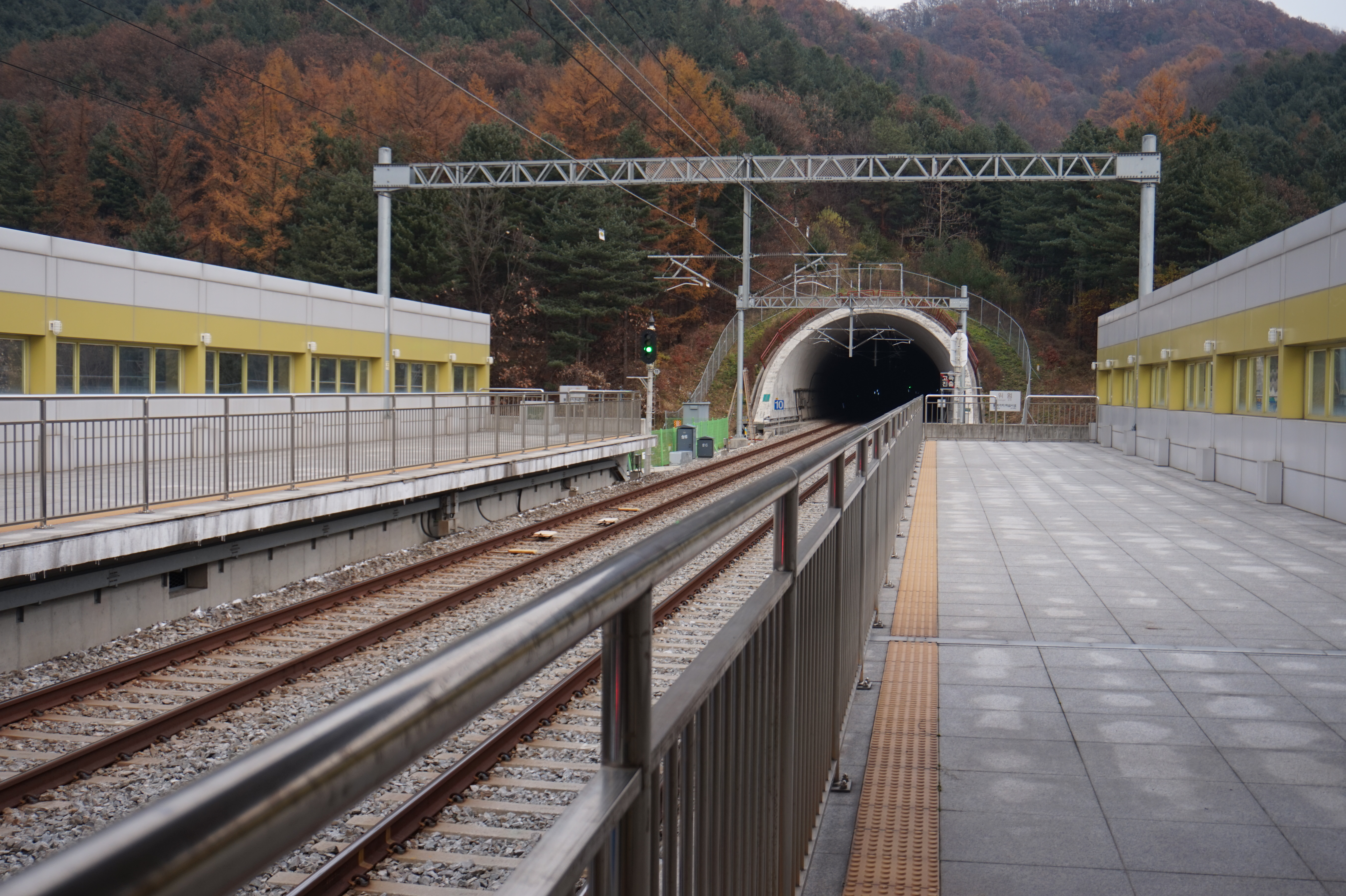
候車月台
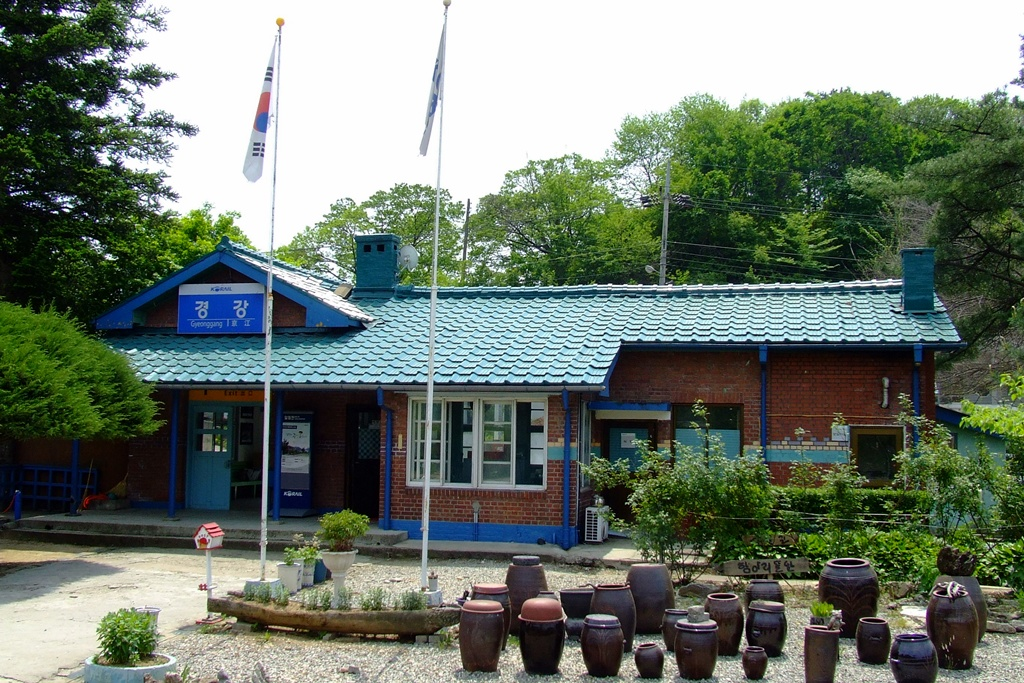
舊站建築
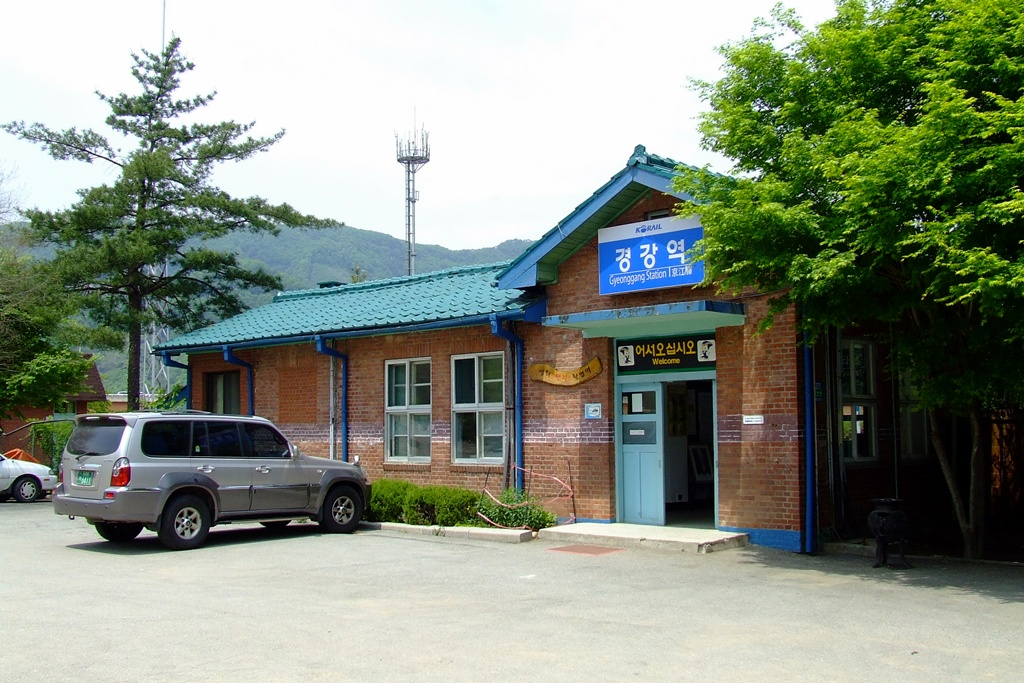
舊站入口
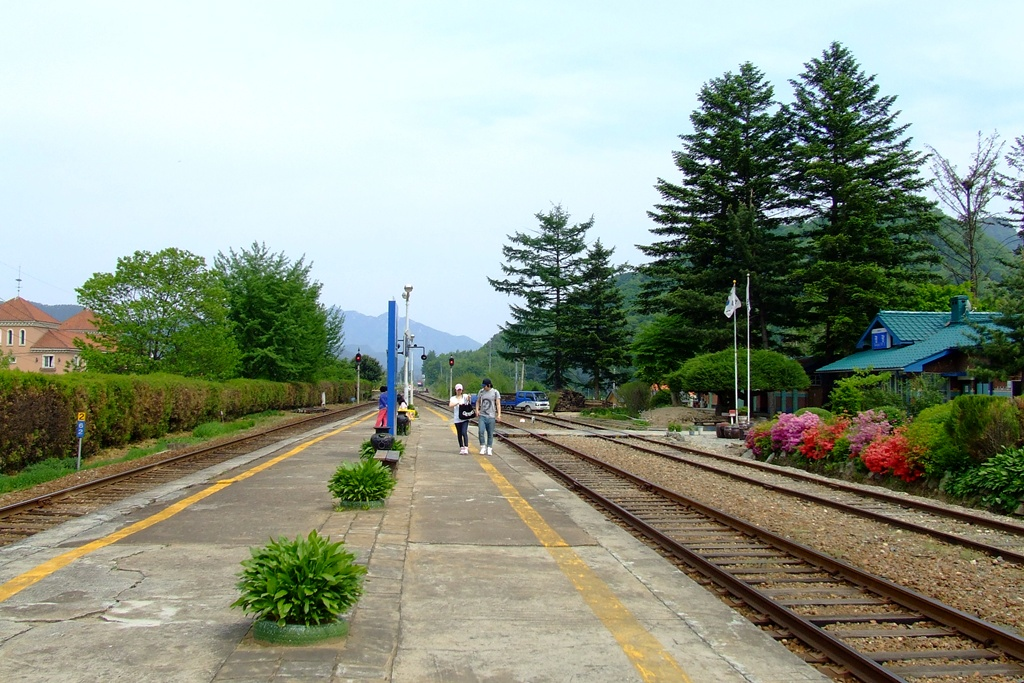
舊站月台

## 相鄰車站
韓國鐵道公社
●首都圈電鐵京春線
緩行  
加平（P134）－屈峰山（P135）－白楊里（P136）